# شملان العيسى
الدكتور شملان يوسف العيسى (1944- 9 أبريل 2020)، ناشط سياسي وكاتب وأكاديمي كويتي عمل أستاذًا للعلوم السياسية في جامعة الكويت.

## النشأة
اسمه الكامل شملان بن الشيخ يوسف بن عيسى بن محمد بن حسين بن سلمان بن علي بن محمد بن سري القناعي، وُلِدَ في الكويت عام 1944 في فريج القناعات بمنطقة الوسط نشأ في بيئه دينية محافظة حيث والده الشيخ يوسف بن عيسى أحد رواد النهضة في تاريخ الكويت.
درس في الابتدائية في مدرسة خالد بن الوليد وثم المتوسطة في مدرسة المباركيه ثم الثانوية في الشويخ واستكمل تعليمه الجامعي في الولايات المتحده الامريكية، درس العلوم سياسية وعلاقات دولية في جامعة كاليفورنيا في سان فرانسيسكو بالولايات المتحدة، ثم درس الماجستير وحصل على الدكتوراه سنة 1979 من جامعة تافتس، ليعمل بالتدريس في جامعة الكويت من 1979 وحتى 2019.

## الإنجازات
ترأس مجلس إدارة مركز تقويم وتعليم الطفل، وتولى رئاسة قسم العلوم السياسية لعدة سنوات بالإضافة إلى اللجان العاملة في القسم العلمي، وتولى أيضاً تأسيس وإدارة مركز الدراسات الاستراتيجية في جامعة الكويت في مطلع التسعينيات من القرن الماضي.

## في الوسط الإعلامي
عُرف الدكتور شملان بتوجهاته الليبرالية، ودائمًا ما يُعرف بأرائه الجريئة ومواضيعه الحادة والمثيرة للجدل، كما أن للدكتور شملان العيسى العديد من المقالات المنتظمة في عدد من الصحف الخليجية والمحلية منها صحيفة الشرق الاوسط وصحيفة الاتحاد سخرها للقضايا السياسية الراهنة في المنطقة والعالم، وكان لديه عدة لقائات في العديد من القنوات مثل قناة الوطن وقناة الراي وقناة اليوم وقناة سكوب والعديد من القنوات والمقابلات الخاصة.

## وفاته
ظل في صراع طويل مع مرض السرطان من 2006 إلى يوم وفاته، حيث تُوفي في صباح يوم الخميس التاسع من أبريل عام 2020 عن عمر يناهز 76.